# Gerald McCoy
Gerald McCoy (Oklahoma City, 25 febbraio 1988) è un giocatore di football americano statunitense che milita nei Las Vegas Raiders della National Football League (NFL). Fu scelto nel corso del primo giro (3º assoluto) del Draft NFL 2010 dai Tampa Bay Buccaneers. Al college ha giocato a football all'Università dell'Oklahoma.

## Carriera

### Tampa Bay Buccaneers
Al draft NFL 2010 è stato selezionato come 3ª scelta assoluta dai Tampa Bay Buccaneers. Il 31 luglio 2010 ha firmato un contratto di 6 anni per 63 milioni di dollari.
Ha debuttato nella NFL il 12 settembre 2010 contro i Cleveland Browns indossando la maglia numero 93. Il 14 dicembre è stato messo sulla lista infortunati a causa di uno strappo al bicipite sinistro.
Il 26 dicembre 2012, McCoy è stato convocato per il primo Pro Bowl in carriera. A fine anno fu classificato al numero 92 nella classifica dei migliori cento giocatori della stagione. La stagione successiva terminò con i nuovi primati personali per tackle (50) e sack (9,5), venendo ancora convocato per il Pro Bowl e inserito nel First-team All-Pro, oltre a essere votato al 28º posto nella NFL Top 100 dai suoi colleghi.
Dopo avere saltato due partite a causa di una frattura della mano, il 25 ottobre 2014, McCoy firmò coi Buccaneers un rinnovo contrattuale di sette anni del valore di 98 milioni di dollari, inclusi 51,5 milioni garantiti e a fine stagione fu convocato per il terzo Pro Bowl in carriera e inserito nel Second-team All-Pro dopo avere guidato la squadra con 8,5 sack.
Nel 2015, McCoy fu convocato per il quarto Pro Bowl consecutivo, selezione ottenuta anche nei due anni successivi

### Carolina Panthers
Il 3 giugno 2019, McCoy firmò con i Carolina Panthers. Nel sesto turno affrontò per la prima volta i Buccaneers da avversario mettendo a segno 2,5 sack, il suo massimo da sei anni.

### Dallas Cowboys
Il 19 marzo 2020 McCoy firmò un contratto triennale del valore di 20 milioni di dollari con i Dallas Cowboys. Il 17 agosto 2020 si ruppe il legamento mediale collaterale durante il training camp, chiudendo la sua unica stagione nel Texas.

### Las Vegas Raiders
Il 4 agosto 2021 McCoy firmò con i Las Vegas Raiders.

## Palmarès
- Convocazioni al Pro Bowl: 6

2012, 2013, 2014, 2015, 2016, 2017
- First-team All-Pro: 1

2013
- Second-team All-Pro: 2

2014, 2016